# キュア・カルテット
キュア・カルテット（Cure Quartet）は、日本の歌手グループ。2008年にテレビアニメのシリーズ「プリキュアシリーズ」の放送5年目を記念して結成された。

## メンバー
プリキュアシリーズ初期5作品の歴代オープニング・エンディングテーマ曲を歌唱した4人。
- 五條真由美
- うちやえゆか
- 工藤真由
- 宮本佳那子

## 楽曲
- 「ガンバランスdeダンス〜希望のリレー〜」（『Yes!プリキュア5GoGo!』後期エンディングテーマ）
- 「プリキュアモードに SWITCH ON!」（プリキュアシリーズ5周年記念ソング）
- 「プリキュア5、フル・スロットル GO GO!【キュア・カルテットver.】」（『Yes!プリキュア5GoGo! ボーカルベスト』」にボーナストラックとして収録）
- 「雫のプリキュア」（『キボウノチカラ〜オトナプリキュア'23〜』エンディングテーマ[1]）

## 出演
- 「Yes!プリキュア5GoGo! ミュージカルショー 大阪公演」（2008年8月10日、梅田芸術劇場 メインホール）
- 「Yes!プリキュア5GoGo! ミュージカルショー 神戸公演」（2008年8月13日、神戸国際会館 こくさいホール）
- 「プリキュア☆ミラクル☆マジカル☆コンサート」（2008年9月7日、中野サンプラザ サンプラザホール）
- 「Yes!プリキュア5GoGo! スペシャルショー＆プリキュア5周年ミニコンサート」（2008年12月7日、シーモール下関 シーモールホール）
- 「平和堂 PRESENTS Yes!プリキュア5GoGo! ミュージカルショー 2008」（2008年12月27日、文化パルク城陽 プラムホール）

## カルテット以後の歌手グループ・アーティスト
キュア・カルテットは「5GoGo!」までの歌手4人で構成されているが、シリーズが進むにつれグループの構成にバリエーションが出ている。
キュア・デラックス
キュア・カルテットの4人に加え、茂家瑞季、林桃子が加わったもの。『映画 プリキュアオールスターズDX みんなともだちっ☆奇跡の全員大集合!』の主題歌で「五條真由美 with キュア・デラックス」「工藤真由 with キュア・デラックス」として歌唱。
M*cube
工藤、茂家、林の3人によるグループ。『フレッシュプリキュア!』のボーカルアルバムでイメージソングを歌唱し、ミュージカルやコンサートなどでも歌っている。
キュア・レインボーズ
キュア・デラックスの6人に池田彩が加わったもの。『映画 プリキュアオールスターズDX3 未来にとどけ! 世界をつなぐ☆虹色の花』のエンディングテーマ「ありがとうがいっぱい」を歌唱。
プリキュアサマーレインボー!
五條、工藤、池田、吉田仁美、仲谷明香によるグループ。2014年8月開催の「Animelo Summer Live 2014 -ONENESS-」出演用に編成された。
プリキュアシンガーズ+1
五條、うちやえ、池田と、他プリキュア楽曲でコーラスや仮歌を担当している二場裕美によるグループ。『映画 プリキュアオールスターズ 春のカーニバル♪』主題歌「イマココカラ」の歴代主題歌歌手バージョン歌唱を担当。
キラキラ☆プリキュアアラモード サマーセッション
『キラキラ☆プリキュアアラモード』の主題歌を担当した宮本と駒形友梨、プリキュア役声優の美山加恋、福原遥、村中知、藤田咲、森なな子、水瀬いのりによるグループ。2017年8月開催の「Animelo Summer Live 2017 -THE CARD-」出演用に編成された。
Hero Girls!“サマー”スカイ！プリキュア
『ひろがるスカイ!プリキュア』の主題歌を担当した石井あみと吉武千颯、プリキュア役声優の関根明良と加隈亜衣、歴代主題歌歌手から北川理恵とMachicoによるグループ。2023年8月開催の「Animelo Summer Live 2023 -AXEL-」出演用に編成された。

## その他
- カルテットとしての出演ではないが、2009年6月4日には赤坂グラフィティにて、4人が1人ずつステージを務めるライブ「あにまーとないと2009 Special」が開催された。
- 五條真由美は「スーパー戦隊シリーズ」の応援歌手のProject.Rのメンバーであり、唯一キュア・カルテットと両方に入っている（カルテットのメンバー以外では吉田仁美と池田彩もProject.Rに参加。また、カルテットのメンバーであるうちやえゆかはスポット的に参加している）。